# وزیر بازرگانی ایالات متحده آمریکا
وزیر بازرگانی ایالات متحده آمریکا (انگلیسی: United States Secretary of Commerce) ریاست وزارت بازرگانی ایالات متحده آمریکا را برعهده دارد.
وزیر کنونی هاوارد لوتنیک است.

## فهرست
احزاب
      بدون حزب
      دموکرات
      جمهوری‌خواه
وضیعت
| شماره | پرتره             | نام                          | ایالت اقامت     | قبول پست        | ترک پست         | رئیس‌جمهور(ان) | رئیس‌جمهور(ان)         |
| ----- | ----------------- | ---------------------------- | --------------- | --------------- | --------------- | ------------- | --------------------- |
| ۱     |                   | William C. Redfield          | نیویورک         | ۵ مارس ۱۹۱۳     | ۳۱ اکتبر ۱۹۱۹   |               | توماس وودرو ویلسون    |
| ۲     |                   | Joshua W. Alexander          | میزوری          | ۱۶ دسامبر ۱۹۱۹  | ۴ مارس ۱۹۲۱     |               | توماس وودرو ویلسون    |
| ۳     |                   | هربرت هوور                   | کالیفرنیا       | ۵ مارس ۱۹۲۱     | ۲۱ اوت ۱۹۲۸     |               | وارن جی. هاردینگ      |
| ۳     | کالوین کولیج      | هربرت هوور                   | کالیفرنیا       | ۵ مارس ۱۹۲۱     | ۲۱ اوت ۱۹۲۸     |               |                       |
| ۴     |                   | William F. Whiting           | ماساچوست        | ۲۲ اوت ۱۹۲۸     | ۴ مارس ۱۹۲۹     |               |                       |
| ۵     |                   | Robert P. Lamont             | ایلینوی         | ۵ مارس ۱۹۲۹     | ۷ اوت ۱۹۳۲      |               | Herbert C. Hoover     |
| ۶     |                   | Roy D. Chapin                | میشیگان         | ۸ اوت ۱۹۳۲      | ۳ مارس ۱۹۳۳     |               | Herbert C. Hoover     |
| ۷     |                   | Daniel C. Roper              | کارولینای جنوبی | ۴ مارس ۱۹۳۳     | ۲۳ دسامبر ۱۹۳۸  |               | فرانکلین دلانو روزولت |
| ۸     |                   | هری هاپکینز                  | نیویورک         | ۲۴ دسامبر ۱۹۳۸  | ۱۸ سپتامبر ۱۹۴۰ |               | فرانکلین دلانو روزولت |
| ۹     |                   | Jesse H. Jones               | تگزاس           | ۱۹ سپتامبر ۱۹۴۰ | ۱ مارس ۱۹۴۵     |               | فرانکلین دلانو روزولت |
| ۱۰    |                   | هنری والاس                   | آیووا           | ۲ مارس ۱۹۴۵     | ۲۰ سپتامبر ۱۹۴۶ |               | فرانکلین دلانو روزولت |
| ۱۰    | هری ترومن         | هنری والاس                   | آیووا           | ۲ مارس ۱۹۴۵     | ۲۰ سپتامبر ۱۹۴۶ |               |                       |
| -     |                   | Alfred Schindler (کفیل)      |                 | ۲۰ سپتامبر ۱۹۴۶ | ۷ اکتبر ۱۹۴۶    |               |                       |
| ۱۱    |                   | آورل هریمن                   | نیویورک         | ۷ اکتبر ۱۹۴۶    | ۲۲ آوریل ۱۹۴۸   |               |                       |
| ۱۲    |                   | Charles W. Sawyer            | اوهایو          | ۶ مه ۱۹۴۸       | ۲۰ ژانویه ۱۹۵۳  |               |                       |
| ۱۳    |                   | سینکلر ویکس                  | ماساچوست        | ۲۱ ژانویه ۱۹۵۳  | ۱۰ نوامبر ۱۹۵۸  |               | دوایت آیزنهاور        |
| -     |                   | Lewis L. Strauss (کفیل)      | ویرجینیای غربی  | ۱۳ نوامبر ۱۹۵۸  | ۳۰ ژوئن ۱۹۵۹    |               | دوایت آیزنهاور        |
| ۱۴    |                   | Frederick H. Mueller         | میشیگان         | ۳۰ ژوئن ۱۹۵۹    | ۱۰ اوت ۱۹۵۹     |               | دوایت آیزنهاور        |
| ۱۴    | ۱۰ اوت ۱۹۵۹       | Frederick H. Mueller         | میشیگان         | ۱۹ ژانویه ۱۹۶۱  |                 |               | دوایت آیزنهاور        |
| ۱۵    |                   | Luther H. Hodges             | کارولینای شمالی | ۲۱ ژانویه ۱۹۶۱  | ۱۵ ژانویه ۱۹۶۵  |               | جان اف. کندی          |
| ۱۵    | لیندون بی. جانسون | Luther H. Hodges             | کارولینای شمالی | ۲۱ ژانویه ۱۹۶۱  | ۱۵ ژانویه ۱۹۶۵  |               |                       |
| ۱۶    |                   | John T. Connor               | نیوجرسی         | ۱۸ ژانویه ۱۹۶۵  | ۳۱ ژانویه ۱۹۶۷  |               |                       |
| ۱۷    |                   | Alexander B. Trowbridge      | نیویورک         | ۳۱ ژانویه ۱۹۶۷  | ۱۴ ژوئن ۱۹۶۷    |               |                       |
| ۱۷    | ۱۴ ژوئن ۱۹۶۷      | Alexander B. Trowbridge      | نیویورک         | ۱ مارس ۱۹۶۸     |                 |               |                       |
| ۱۸    |                   | Cyrus R. Smith               | نیویورک         | ۶ مارس ۱۹۶۸     | ۱۹ ژانویه ۱۹۶۹  |               |                       |
| ۱۹    |                   | Maurice H. Stans             | نیویورک         | ۲۱ ژانویه ۱۹۶۹  | ۱۵ فوریه ۱۹۷۲   |               | ریچارد نیکسون         |
| ۲۰    |                   | پیتر جورج پیترسون            | ایلینوی         | ۲۹ فوریه ۱۹۷۲   | ۱ فوریه ۱۹۷۳    |               | ریچارد نیکسون         |
| ۲۱    |                   | Frederick B. Dent            | کارولینای جنوبی | ۲ فوریه ۱۹۷۳    | ۲۶ مارس ۱۹۷۵    |               | ریچارد نیکسون         |
| ۲۱    | جرالد فورد        | Frederick B. Dent            | کارولینای جنوبی | ۲ فوریه ۱۹۷۳    | ۲۶ مارس ۱۹۷۵    |               |                       |
| ۲۲    |                   | Rogers C. B. Morton          | مریلند          | ۱ مه ۱۹۷۵       | ۲ فوریه ۱۹۷۶    |               |                       |
| ۲۳    |                   | Elliot L. Richardson         | ماساچوست        | ۲ فوریه ۱۹۷۶    | ۲۰ ژانویه ۱۹۷۷  |               |                       |
| ۲۴    |                   | Juanita M. Kreps             | کارولینای شمالی | ۲۳ ژانویه ۱۹۷۷  | ۳۱ اکتبر ۱۹۷۹   |               | جیمی کارتر            |
| -     |                   | Luther H. Hodges, Jr. (کفیل) | کارولینای شمالی | ۳۱ اکتبر ۱۹۷۹   | ۹ ژانویه ۱۹۸۰   |               | جیمی کارتر            |
| ۲۵    |                   | Philip M. Klutznick          | ایلینوی         | ۹ ژانویه ۱۹۸۰   | ۲۰ ژانویه ۱۹۸۱  |               | جیمی کارتر            |
| ۲۶    |                   | Malcolm Baldrige             | کنتیکت          | ۲۰ ژانویه ۱۹۸۱  | ۲۵ ژوئیه ۱۹۸۷   |               | رونالد ریگان          |
| -     |                   | Clarence J. Brown Jr. (کفیل) | اوهایو          | ۲۵ ژوئیه ۱۹۸۷   | ۱۹ اکتبر ۱۹۸۷   |               | رونالد ریگان          |
| ۲۷    |                   | C. William Verity, Jr.       | اوهایو          | ۱۹ اکتبر ۱۹۸۷   | ۳۰ ژانویه ۱۹۸۹  |               | رونالد ریگان          |
| ۲۸    |                   | Robert A. Mosbacher          | تگزاس           | ۳۱ ژانویه ۱۹۸۹  | ۱۵ ژانویه ۱۹۹۲  |               | جرج هربرت واکر بوش    |
| -     |                   | Rockwell A. Schnabel (کفیل)  |                 | ۱۵ ژانویه ۱۹۹۲  | ۲۷ فوریه ۱۹۹۲   |               | جرج هربرت واکر بوش    |
| ۲۹    |                   | Barbara H. Franklin          | پنسیلوانیا      | ۲۷ فوریه ۱۹۹۲   | ۲۰ ژانویه ۱۹۹۳  |               | جرج هربرت واکر بوش    |
| ۳۰    |                   | Ronald H. Brown              | نیویورک         | ۲۰ ژانویه ۱۹۹۳  | ۳ آوریل ۱۹۹۶    |               | بیل کلینتون           |
| -     |                   | ماری ال. گود (کفیل)          | تگزاس           | ۳ آوریل ۱۹۹۶    | ۱۲ آوریل ۱۹۹۶   |               | بیل کلینتون           |
| ۳۱    |                   | Mickey Kantor                | تنسی            | ۱۲ آوریل ۱۹۹۶   | ۲۱ ژانویه ۱۹۹۷  |               | بیل کلینتون           |
| ۳۲    |                   | ویلیام ام. دیلی              | ایلینوی         | ۳۰ ژانویه ۱۹۹۷  | ۱۹ ژوئیه ۲۰۰۰   |               | بیل کلینتون           |
| -     |                   | Robert L. Mallett (کفیل)     |                 | ۱۹ ژوئیه ۲۰۰۰   | ۲۱ ژوئیه ۲۰۰۰   |               | بیل کلینتون           |
| ۳۳    |                   | Norman Y. Mineta             | کالیفرنیا       | ۲۱ ژوئیه ۲۰۰۰   | ۲۰ ژانویه ۲۰۰۱  |               |                       |
| ۳۴    |                   | Donald L. Evans              | تگزاس           | ۲۰ ژانویه ۲۰۰۱  | ۷ فوریه ۲۰۰۵    |               | جرج دبلیو بوش         |
| ۳۵    |                   | کارلوس گوتیرز                | فلوریدا         | ۷ فوریه ۲۰۰۵    | ۲۰ ژانویه ۲۰۰۹  |               | جرج دبلیو بوش         |
| -     |                   | Otto J. Wolff (کفیل)         |                 | ۲۰ ژانویه ۲۰۰۹  | ۲۶ مارس ۲۰۰۹    |               | باراک اوباما          |
| ۳۶    |                   | گری لاک                      | واشینگتن        | ۲۶ مارس ۲۰۰۹    | ۱ اوت ۲۰۱۱      |               | باراک اوباما          |
| -     |                   | Rebecca M. Blank (کفیل)      | مینه‌سوتا        | ۱ اوت ۲۰۱۱      | ۲۱ اکتبر ۲۰۱۱   |               | باراک اوباما          |
| ۳۷    |                   | جان بریسون                   | نیویورک         | ۲۱ اکتبر ۲۰۱۱   | ۱۱ ژوئن ۲۰۱۲    |               | باراک اوباما          |
| -     |                   | ربکا بلنک (کفیل)             | مینه‌سوتا        | ۱۱ ژوئن ۲۰۱۲    | ۱ ژوئن ۲۰۱۳     |               | باراک اوباما          |
| -     |                   | Cameron Kerry (کفیل)         | ماساچوست        | ۱ ژوئن ۲۰۱۳     | ۲۶ ژوئن ۲۰۱۳    |               | باراک اوباما          |
| ۳۸    |                   | پنی پریتزکر                  | ایلینوی         | ۲۶ ژوئن ۲۰۱۳    |                 |               | باراک اوباما          |

Source: Department of Commerce: Secretaries